# Hôtel d'Estienne de Saint Jean de la Salle
L'hôtel d'Estienne de Saint Jean de la Salle est un hôtel particulier situé au n° 29 de la rue Gaston de Saporta, à Aix-en-Provence dans le département français des Bouches-du-Rhône et la région Provence-Alpes-Côte d'Azur. Il ne doit pas être confondu avec l'hôtel d'Estienne-de-Saint-Jean, situé à quelques numéros de la même rue.

## Historique
Le bâtiment fut construit dans le premier quart du XVIIe siècle, pour Jean d'Estienne, époux de Jeanne Leblanc. 
Après 1625, l'hôtel verra son propriétaire "inversé", puisque François Leblanc épouse alors Françoise d'Estienne, fille de Jean d'Estienne.

## Architecture
La cage d'escalier est à quartier tournant et présente les blasons des deux premières familles: les Estienne de Saint Jean de la Salle et les Leblanc.